# Warren Farrell
Warren Farrell, född 1943, är en amerikansk författare och filosofie doktor i statsvetenskap vid New York University som skriver om könsrollsfrågor.